# Lead Foundation
Lead Foundation — египетская общественная организация, осуществляющая деятельность в сфере банковского обслуживания и микрофинансового кредитования бедных слоев населения в районе Каира и его пригородов, с выраженным акцентом своей деятельности на женское население Египта (84 % клиентов компании составляют женщины).
По состоянию на 2015 год осуществляет деятельность в 5 мухафазах Египта: Эль-Минья, Бени-Суэйф, Эль-Гиза, Каир и Кальюбия.
Создана в рамках Египетского закона об НПО за № 84/2002. Создана на деньги частных египетских инвесторов при финансовой поддержке агентства США по международному развитию и финансового конгломерата BNP Paribas.
Организация была образована в 2003 году, в 2008 году вошла в число партнеров Всемирного женского банка. Свою миссию видит во внедрении на рынок микрокредитования страны, такого продукта как прямой микрокредит для женщин.
В Египте традиционно женщины получают групповые микрокредиты. Продукт Lead Foundation рассчитан на женщин, которые не в состоянии получить групповой заём, так как их деятельность носит индивидуальный характер и они не хотят брать на себя ответственность за всю группу женщин. Однако барьером для получения классического банковского кредита для них выступает небольшой размер их бизнеса, не способный выступать в качестве залога или гарантии возврата заёмных средств,.
Помимо индивидуальных женских микрокредитов, организация так же выдает кредиты мужчинам и групповые женские микрокредиты.
За время своего существования по декабрь 2014 года компания выдала 2 185 451 кредит на сумму 394 817 000 долларов, клиентами компании стали 767 575 человек. Финансовые показатели 2014 года: активных клиентов — 142890, совокупный годовой портфель — 26 400 000 долларов, количество не возвращенных кредитов — 3,34 %,.